# Chauliognathus atacamanus
Chauliognathus atacamanus es una especie de coleóptero de la familia Cantharidae.

## Distribución geográfica
Habita en Chile.